# Copa Mercosur 2000
Die Copa Mercosur 2000 war die 3. Ausspielung des südamerikanischen Vereinsfußballwettbewerbs. Es nahmen 20 Mannschaften aus fünf Verbänden teil. Der brasilianische Vertreter CR Vasco da Gama gewann das Finale gegen Landsrivale und Vorjahresfinalist SE Palmeiras.

## Modus
Die Teilnehmer aus Argentinien, Brasilien, Chile, Paraguay und Uruguay werden in fünf Vierer-Gruppen aufgeteilt. Im Ligamodus treten die Vereine in Heim- und Auswärtsspielen gegeneinander an und ermitteln die Viertelfinalisten. Die fünf Gruppensieger und die drei besten Zweiten qualifizieren sich. Im Pokalmodus mit Hin- und Rückspiel wird fortan der Turniersieger ermittelt.
Im Finale zählt die Tordifferenz nicht, sondern es wird ein Entscheidungsspiel auf dem Platz des Vereines abgehalten, der zuletzt Heimrecht hatte.

## Gruppenphase

### Gruppe A
| Pl. | Verein               | Sp. | S | U | N | Tore    | Diff. | Punkte |
| --- | -------------------- | --- | - | - | - | ------- | ----- | ------ |
| 1.  | River Plate          | 6   | 4 | 2 | 0 | 010:500 | +5    | 14     |
| 2.  | CR Flamengo          | 6   | 3 | 2 | 1 | 010:300 | +7    | 11     |
| 3.  | CA Vélez Sarsfield   | 6   | 1 | 3 | 2 | 007:800 | −1    | 06     |
| 4.  | Universidad de Chile | 6   | 0 | 1 | 5 | 004:150 | −11   | 01     |

### Gruppe B
| Pl. | Verein               | Sp. | S | U | N | Tore    | Diff. | Punkte |
| --- | -------------------- | --- | - | - | - | ------- | ----- | ------ |
| 1.  | Cruzeiro EC          | 6   | 4 | 1 | 1 | 012:400 | +8    | 13     |
| 2.  | SE Palmeiras         | 6   | 3 | 2 | 1 | 008:500 | +3    | 11     |
| 3.  | CA Independiente     | 6   | 2 | 1 | 3 | 009:100 | −1    | 07     |
| 4.  | Universidad Católica | 6   | 0 | 2 | 4 | 007:170 | −10   | 02     |

### Gruppe C
| Pl. | Verein             | Sp. | S | U | N | Tore    | Diff. | Punkte |
| --- | ------------------ | --- | - | - | - | ------- | ----- | ------ |
| 1.  | Rosario Central    | 6   | 4 | 1 | 1 | 009:400 | +5    | 13     |
| 2.  | FC São Paulo       | 6   | 2 | 1 | 3 | 013:130 | ±0    | 07     |
| 3.  | Club Cerro Porteño | 6   | 2 | 1 | 3 | 013:150 | −2    | 07     |
| 4.  | CSD Colo-Colo      | 6   | 2 | 1 | 3 | 006:900 | −3    | 07     |

### Gruppe D
| Pl. | Verein              | Sp. | S | U | N | Tore    | Diff. | Punkte |
| --- | ------------------- | --- | - | - | - | ------- | ----- | ------ |
| 1.  | Boca Juniors        | 6   | 3 | 3 | 0 | 015:800 | +7    | 12     |
| 2.  | Nacional Montevideo | 6   | 2 | 3 | 1 | 011:100 | +1    | 09     |
| 3.  | Club Olimpia        | 6   | 3 | 0 | 3 | 011:130 | −2    | 09     |
| 4.  | SC Corinthians      | 6   | 0 | 2 | 4 | 007:130 | −6    | 02     |

### Gruppe E
| Pl. | Verein                 | Sp. | S | U | N | Tore    | Diff. | Punkte |
| --- | ---------------------- | --- | - | - | - | ------- | ----- | ------ |
| 1.  | Atlético Mineiro       | 6   | 4 | 1 | 1 | 013:100 | +3    | 13     |
| 3.  | CR Vasco da Gama       | 6   | 3 | 1 | 2 | 011:700 | +4    | 10     |
| 3.  | Peñarol Montevideo     | 6   | 2 | 2 | 2 | 011:110 | ±0    | 08     |
| 4.  | San Lorenzo de Almagro | 6   | 1 | 0 | 5 | 008:150 | −7    | 03     |

### Rangliste der Gruppenzweiten
| Pl. | Verein              | Sp. | S | U | N | Tore    | Diff. | Punkte |
| --- | ------------------- | --- | - | - | - | ------- | ----- | ------ |
| 1.  | CR Flamengo         | 6   | 3 | 2 | 1 | 010:300 | +7    | 11     |
| 2.  | SE Palmeiras        | 6   | 3 | 2 | 1 | 008:500 | +3    | 11     |
| 3.  | CR Vasco da Gama    | 6   | 3 | 1 | 2 | 011:700 | +4    | 10     |
| 4.  | Nacional Montevideo | 6   | 2 | 3 | 1 | 011:100 | +1    | 09     |
| 5.  | FC São Paulo        | 6   | 2 | 1 | 3 | 013:130 | ±0    | 07     |

## Viertelfinale
Die Hinspiele fanden am 31. Oktober und 1. November, die Rückspiele am 7. bzw. 8. November 2000 statt.
|                  | Gesamt          |                 | Hinspiel | Rückspiel |
| ---------------- | --------------- | --------------- | -------- | --------- |
| SE Palmeiras     | 5:3             | Cruzeiro EC     | 3:2      | 2:1       |
| CR Vasco da Gama | 1:1 (5:4 i. E.) | Rosario Central | 1:0      | 0:1       |
| Atlético Mineiro | 4:2             | Boca Juniors    | 2:0      | 2:2       |
| CR Flamengo      | 4:6             | River Plate     | 1:2      | 3:4       |

## Halbfinale
Die Hinspiele fanden am 22. November, die Rückspiele am 28. bzw. 30. November 2000 statt.
|                  | Gesamt |              | Hinspiel | Rückspiel |
| ---------------- | ------ | ------------ | -------- | --------- |
| Atlético Mineiro | 1:6    | SE Palmeiras | 0:2      | 1:4       |
| CR Vasco da Gama | 5:1    | River Plate  | 1:0      | 4:1       |

## Finale
Das Hinspiel fand am 6., das Rückspiel am 13. Dezember 2000 statt.
|              | Gesamt |                  | Hinspiel | Rückspiel |
| ------------ | ------ | ---------------- | -------- | --------- |
| SE Palmeiras | 1:2    | CR Vasco da Gama | 1:0      | 0:2       |

Da das Torverhältnis in den Finalspielen nicht berücksichtigt wurde, gab es ein Entscheidungsspiel.

### Entscheidungsspiel
|              | Ergebnis |                  |
| ------------ | -------- | ---------------- |
| SE Palmeiras | 3:4      | CR Vasco da Gama |

## Beste Torschützen
| Rang | Spieler             | Klub               | Tore |
| ---- | ------------------- | ------------------ | ---- |
| 1    | Romário             | CR Vasco da Gama   | 11   |
| 2    | Antonio Barijho     | Boca Juniors       | 6    |
| 3    | José María Franco   | Peñarol Montevideo | 5    |
|      | André Moreira Neles | Atlético Mineiro   | 5    |
|      | Juninho Paulista    | CR Vasco da Gama   | 5    |
|      | Dejan Petković      | CR Flamengo        | 5    |
|      | Tuta                | SE Palmeiras       | 5    |